# دالي واتكينز
دالي واتكينز (بالإنجليزية: Dale Watkins)‏ هو لاعب كرة قدم بريطاني في مركز الهجوم، ولد في 4 نوفمبر 1971 في بيتربرة في المملكة المتحدة. لعب مع غرانتهام تاون ‏.